# Grumman C-2 Greyhound
Pour les articles homonymes, voir Greyhound.
Le Grumman C-2 Greyhound est un avion de transport bi-turbopropulseur à aile haute embarqué sur porte-avions. Il est construit par Grumman (maintenant Northrop Grumman).

## Conception

### Première série
Dans les années 1960, à la suite d'une demande de l'US Navy souhaitant remplacer ses C-1A Trader dont les performances limitaient le soutien logistique du porte-avions, Grumman étudia plusieurs projets dérivés d'une cellule de E-2A Hawkeye dénommés G-123C, D et E mais aucun d'eux ne parvint à convaincre l'US Navy. Finalement, le projet G-123I conçu en mai 1961 fut choisi un an plus tard et fut modifié en G-123L.
Deux prototypes YC-2A furent construits à partir de cellule d'E-2A dont le fuselage et le train d'atterrissage furent modifiés. Le premier prototype effectua son premier vol le 18 novembre 1964 aux mains de Don Fish et David Seeman. Le second vola le 28 janvier 1965. Bien que le premier prototype fut perdu, les essais furent concluants et en décembre 1966 le C-2A entrait en service au sein de la flottille VRC-50. En 1967, ce fut au tour de la VR-24 basée à Sigonella en Sicile et Rota en Andalousie de recevoir ses C-2A. Cet appareil était compatible avec les ascenseurs des porte-avions les plus récents et pouvait être catapulté. Les deux prototypes furent suivis de 17 autres appareils dont le dernier est sorti des chaînes d'assemblage en décembre 1967.
Entre 1969 et 1972, une série d'accidents provoqua la perte de plusieurs appareils au rythme d'un par an, mais aucun problème particulier ne fut mis au jour. À partir de 1974, les C-2 virent leurs hélices Aeroproducts remplacées par des Hamilton Standard.
Le fort taux d'utilisation des appareils et l'impossibilité pour la marine américaine de financer un nouveau programme de remplacement conduisit, à la fin des années 1970, à un programme de rénovation appelé SLEP (Service Life Extended Program). Celui-ci était destiné à prolonger la vie opérationnelle des C-2 de dix ans. Il impliquait une révision générale des moteurs, des circuits électriques, le remplacement du radar de navigation et des améliorations de structure. Le programme fut mené par la Naval Air Rework Facility. Le premier appareil ressortit des ateliers en avril 1978 et après une batterie de tests, il put rejoindre la VRC-50. Le programme de rénovation s'étira jusqu'en mars 1982 à raison de trois avions par an.
En 1980, un appareil modernisé fut équipé d'une perche de ravitaillement en vol afin d'effectuer des essais, mais ce système ne fut finalement pas appliqué car jugé trop dangereux à cause de la proximité des hélices.

### Seconde série
À partir de 1985, l'US Navy fut dans l'obligation de retirer ses C-1A. En prévision, elle étudia plusieurs possibilités de remplacement dont : le Lockheed S-3, un C-2B grandement modifié ou un C-2A légèrement modifié et basé sur l'E-2C. Finalement cette dernière solution fut choisie. La mise en production de cette nouvelle série d'appareils fut autorisée en février 1982, et la production fut financée par un contrat sur plusieurs années signé en 1983, la production fut répartie comme suit : 8, 6, 8, 8 et 9.
Bien que vu de l'extérieur les deux générations de C-2A soient similaires, de nombreuses améliorations furent apportées. La nouvelle version était dotée d'un caisson de voilure dont la résistance aux efforts et à la corrosion était augmentée, d'équipement de navigation numériques, d'un meilleur conditionnement d'air, de sièges plus confortables, d'une meilleure insonorisation, d'un train d'atterrissage avant renforcé, de freins plus puissants et ses moteurs furent remplacés par des Allison T56-A-425. De plus, il disposait de 25 % plus d'espace pour le fret. Ils furent aussi pourvus d'un nouvel APU (Auxiliary power unit) afin de diminuer la dépendance aux équipements au sol.
Le premier appareil de la seconde série effectua son premier vol le 4 février 1984, il fut utilisé par Northrop Grumman afin d'effectuer des tests de compatibilité avec le porte-avions et des essais en vol. Le second appareil fut utilisé pour tester l'intégration de l'avionique et la compatibilité électromagnétique, les essais prirent fin en septembre 1985. Le premier appareil fut livré le 8 juillet 1985 à la VAW-120 chargé de l'entraînement du personnel sur C-2A. Les nouveaux appareils furent livrés aux flottilles WAV-110, WAV-120, VR-24, VRC-30, VRC-40 et VRC-50. Le dernier appareil fut délivré en février 1990. Au total lors de cette seconde série 39 nouveaux exemplaires furent construits. Le dernier C-2A de la première série fut retiré en 1987.
En 2002, l'US Navy lança un programme d'extension de durée de vie de 36 C-2 nécessitant le remplacement du caisson central de voilure. En 2005, l'US Navy annonça qu'une nouvelle version du C-2A basée sur l'E-2D, pourrait être choisie pour assurer les futures missions de liaisons de transport entre les porte-avions et les bases à terre mais cela ne s'est pas concrétisé. En janvier 2015, elle commande 44 CMV-22B, une variante Boeing-Bell V-22 Osprey pour les remplacer à partir de 2020. Leur retrait, selon les prévisions de 2018, est alors prévu en 2024, mais en date de février 2024 est reporté en 2026. Les CMV-22 ont commencé à entrer en service limité en 2023 et ils sont censés être totalement opérationnels en 2024.
La marine nationale française s'est montrée très intéressée par l'achat de Greyhound qui se sont révélés indispensables durant l'opération Harmattan, mais se heurte au refus du gouvernement français pour des raisons budgétaires.

## Engagements
Sitôt livrés à la VRC-50 située sur la NAF Atsugi au Japon, ils durent assurer l'approvisionnement de la VIIe flotte opérant alors au Viêt Nam. Pour cette mission, une partie des appareils fut basée sur la NAS Subic Bay dans les Philippines. Ils devaient assurer 24h/24 la livraison de pièces, de munitions spéciales, de passagers et du courrier.
Pendant la guerre du Golfe, les C-2A des différentes flottilles de soutien furent grandement mis à contribution. Dès le 4 août 1990, soit deux jours après l'invasion du Koweït par l'Irak, des C-2 de la VR-24 furent détachés à Tel Aviv dans le but de soutenir le porte-avions USS Dwight D. Eisenhower lors de son passage de la Méditerranée à la mer Rouge. Puis le 12 août, un autre détachement fut implanté à Djeddah pour soutenir les opérations des porte-avions USS Saratoga et USS John F. Kennedy. Dans le même temps la VRC-50 délégua un C-2A à Bahreïn, pour assurer les liaisons avec l'USS Independence puis l'USS Midway.
Après le déclenchement de l'opération Desert Shield, l'USS Ranger arriva le 14 janvier 1991, avec un C-2A de la VRC-30 qui fut basé à Al Fujairah. Puis ce fut au tour des porte-avions USS America et USS Theodore Roosevelt de rejoindre le dispositif, ce dernier emportait à son bord un C-2 de la VRC-40.
Lors du déclenchement de l'opération Desert Storm, le 15 janvier 1991 c'est un appareil de la VRC-40 qui apporta en une seule mission les ordres de déclenchement des attaques aux porte-avions Saratoga, America et Theodore Roosevelt. Lors du conflit, les sept avions de la CVR-40 basés à Bahreïn assuraient les liaisons avec les quatre porte-avions opérant à partir du golfe Persique tandis que les trois appareils de la VR-24 détachés à Djeddah faisaient de même avec les deux autres porte-avions naviguant en mer Rouge. Pendant toute la durée des combats, les C-2 connurent une activité record.
Dans une moindre mesure, en 2011, deux C-2 Greyhound américains ont été mis à la disposition de la marine nationale française dans le cadre des opérations contre le régime libyen, faisant suite à la résolution 1973 du Conseil de sécurité de l'ONU. L'Aéronavale ne disposant pas d'avions de liaisons, ces deux C-2 permirent des rotations entre la base aéronavale de Hyères (Var), où 50 pilotes et mécaniciens américains s'étaient installés, et le porte-avions Charles-de-Gaulle qui croisait au large des côtes libyennes.

## Description

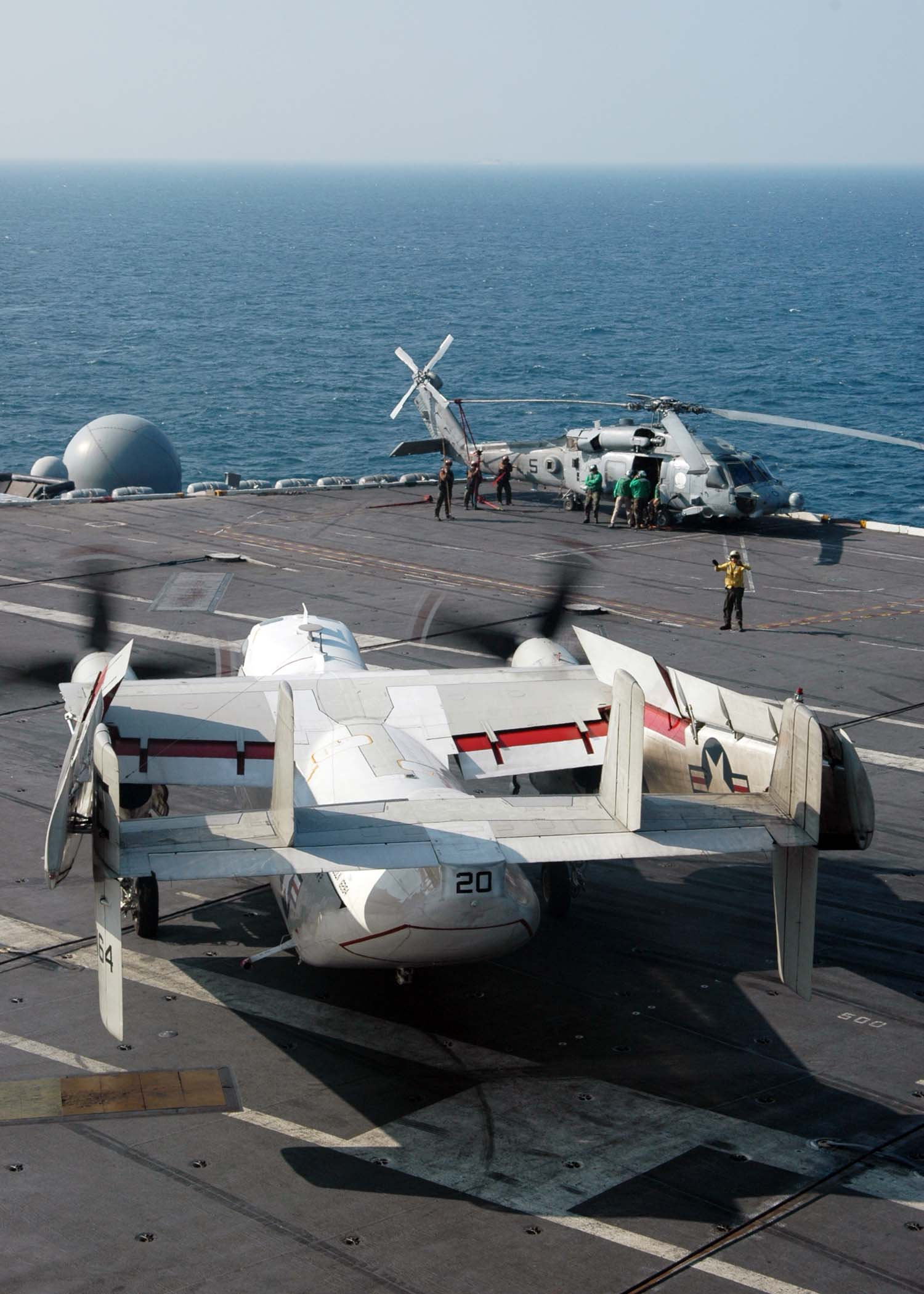
Un C-2A ailes repliées sur le pont d'un porte-avions

Le C-2A est un avion bi-turbopropulseur à ailes hautes et empennages multi-dérive. Cette configuration à quatre dérives est la conséquence de la restriction de hauteur imposée pour le rangement dans le hangar des porte-avions,. Le nouveau C-2A partage beaucoup des améliorations apportées à l'E-2C Hawkeye. Cependant, il possède un fuselage plus large, et est doté d'une porte cargo à l'arrière. Les ailes du C-2A se replient le long du fuselage afin de gagner de la place dans le hangar.
Les C-2A sont conçus pour endurer 36 000 appontages et 15 000 heures de vol.

### Motorisation
La première version datant des années 1960 était motorisée avec des turbopropulseurs Allison T56-A-8 développant 4 106 ch et des hélices Aeroproducts A6441 FN 248.
La seconde version est équipée de deux turbopropulseurs Allison T56-A-425 développant 4 978 ch, entraînant des hélices quadripales Hamilton Standard Type 54460-1.
Côté carburant, il possède deux réservoirs dans les ailes d'une capacité totale de 6 905 litres. Pour les convoyages à grande distance, il peut recevoir 6 réservoirs supplémentaires dans la cabine d'une capacité de 920 litres (736 kg) chacun. Le C-2 a la possibilité de recevoir une perche de ravitaillement en vol.

### Habitacle
Le pilote et le copilote sont assis côte-à-côte et disposent de doubles commandes. Le troisième membre d'équipage est responsable du chargement.
Le plancher de la soute est renforcé et peut supporter 1 465 kg/m2. La porte arrière se transforme en rampe pour faciliter le chargement. La soute peut accueillir, en lieu et place d'une cargaison, 28 passagers ou 12 civières et leurs médecins. Au décollage à partir d'un porte-avions, la charge utile maximale est de 4 536 kg, tandis qu'à partir d'une base à terre il peut en emporter 6 804 kg. Son chargement est souvent constitué de fret et de passagers.

## Utilisateurs

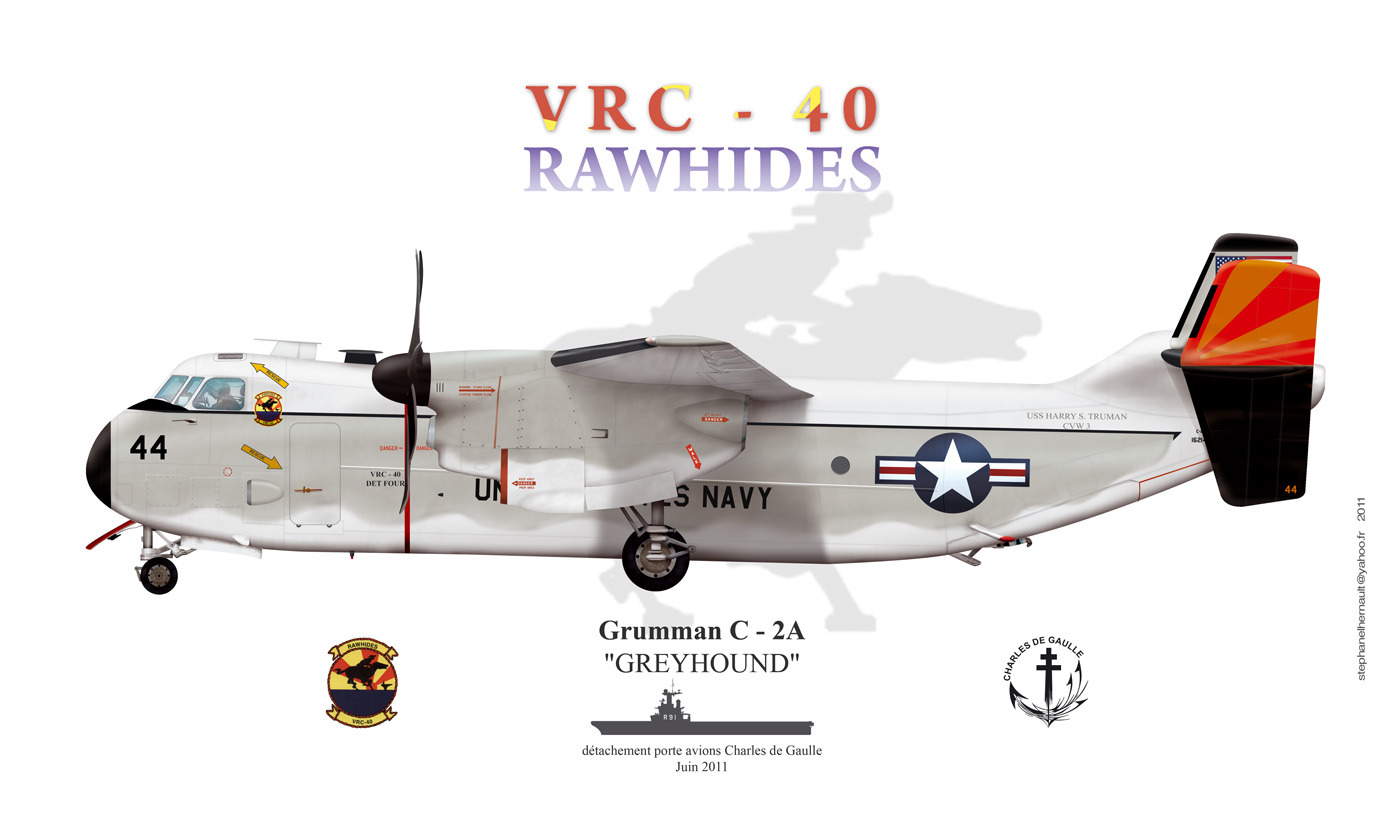
C-2A Greyhound du VRC-40 « Rawhides ».

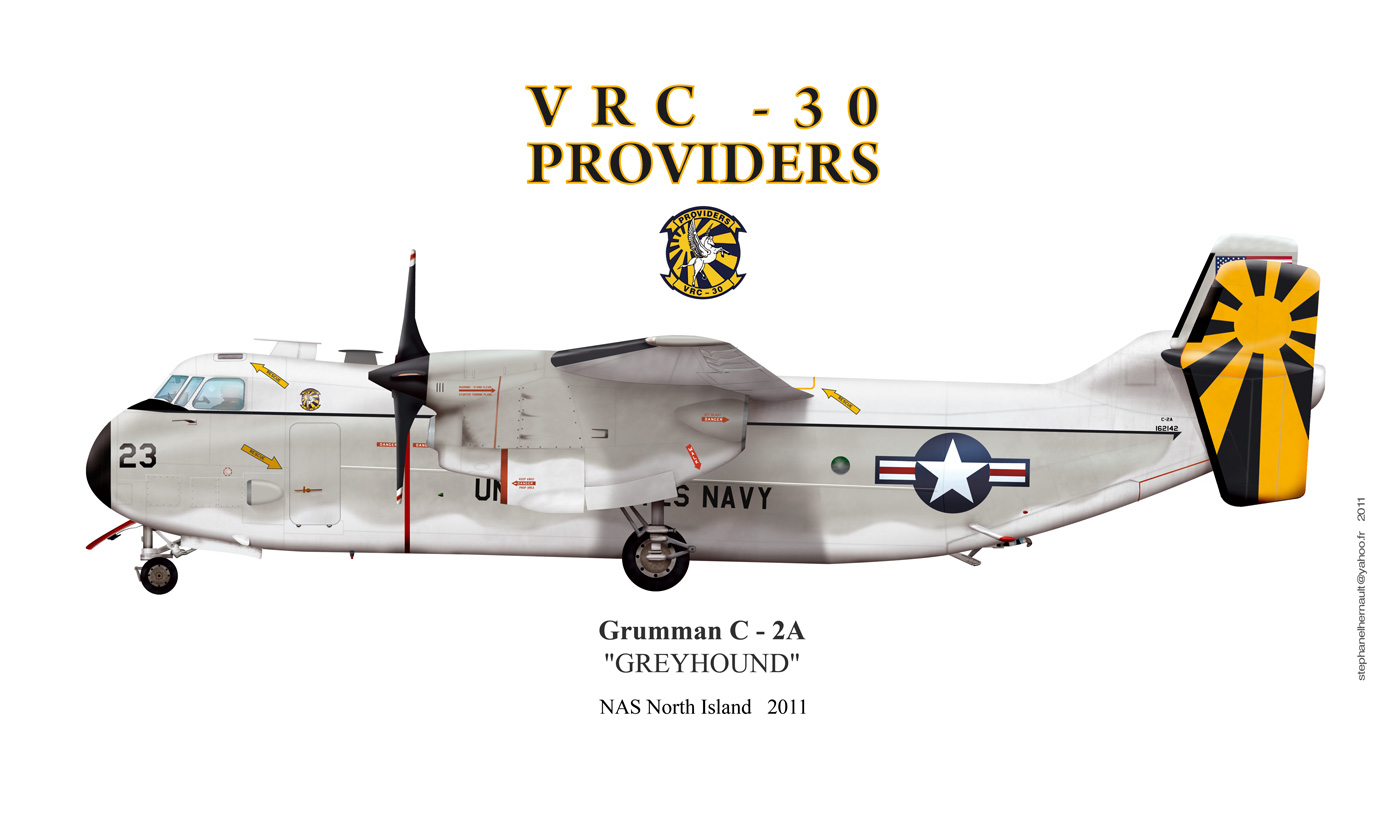
C-2A Greyhound du VRC-30 « Providers ».

- États-Unis : 27 appareils sont en service en 2018[10]. 15 en janvier 2024[11].

## voir aussi

### Développement lié
- Northrop Grumman E-2 Hawkeye

### Aéronefs comparables
- Grumman C-1 Trader
- Lockheed US-3 Viking